# کلودیا مک‌نیل
کلودیا مک‌نیل (انگلیسی: Claudia McNeil; ۱۳ اوت ۱۹۱۷ – ۲۵ نوامبر ۱۹۹۳) یک هنرپیشه، و کتابدار اهل ایالات متحده آمریکا بود. وی بین سال‌های ۱۹۵۳ تا ۱۹۸۳ میلادی فعالیت می‌کرد.